# Etensis
Els etensis (llatí: oetensii, grec Οἰτήνσιοι) foren una tribu de Tràcia que vivia a la Mèsia Inferior. Són esmentats per Ptolemeu.